# 底丘脑
底丘脑（英文：Subthalamus）是间脑的一部分，位于间脑的最底部。 底丘脑与苍白球（大脑的一个基底核）相连。

## 结构
底丘脑位于丘脑的下部（位于丘脑和中脑之间）、内囊内侧、下丘脑外侧。底丘脑由数个灰质核及其附属白质结构组成：
- 底丘脑核（英语：Subthalamic nucleus）（底丘脑中最大的结构）[1][4]
- 未定区（英语：Zona incerta）
- 底丘脑束（英语：Subthalamic fasciculus）
- 福雷尔区（英语：Fields of Forel）
- 豆状核袢（英语：Ansa lenticularis）

## 功能
底丘脑与端脑（大脑）中的纹状体、间脑中的背侧丘脑、中脑中的红核及黑质之间有传出性连接。此外，底丘脑也与纹状体和黑质之间有传入性连接。底丘脑有整合躯体运动的功能，如果受损可能造成某些运动障碍。